# Sandrine Cohen
Pour les articles homonymes, voir Cohen.
Sandrine Cohen est une romancière, scénariste, réalisatrice de fictions et de documentaires et actrice française.

## Biographie
Sandrine Cohen commence sa carrière comme actrice. Elle joue dans plusieurs films pour la télévision, notamment Le Piège afghan de Miguel Courtois en 2011. En parallèle, elle se consacre également au théâtre.
À partir de 2011, elle écrit et réalise ses propres documentaires. Elle signe une série de documentaires basée sur des faits divers pour la chaîne 13e rue : Le Mystère Manuela Cano, Meurtre devant un club échangiste, Une grand-mère assassinée. Ses enquêtes sur les crimes de proximité, la violence intrafamiliale sont cruciales : ces thèmes deviennent centraux dans son œuvre et inspireront ses romans futurs.
À la suite de cette expérience de documentariste, elle devient scénariste pour la télévision (Le Goût du partage en 2013) et réalisatrice (Le Goût du partage en 2013, Ici tout commence en 2020, Plus belle la vie ou encore Plus belle la vie, encore plus belle en 2024).
Elle réalise également deux films de la collection Meurtres à : Meurtres dans le Cantal en 2022 avec les acteurs Alexandre Varga et Joséphine Jaubert et Meurtres à Chartres en 2024 avec Gil Alma et Alexia Barlier. La même année, elle signe une série documentaire pour Canal+, Les Reclus, une famille sous emprise, qui revient sur la célèbre affaire qui a touché la famille Védrines, aussi connue sous le nom des reclus de Montflanquin,,,.
En 2020, elle publie son premier roman, Rosine : une criminelle ordinaire, avec lequel elle est lauréate du grand prix de littérature policière 2021. Dans ce polar qui fait directement écho à ses documentaires, elle s'intéresse au mécanisme de passage à l'acte criminel. Elle est aussi l'auteure de deux autres romans : Tant qu'il y a de l'amour (2022) et Antoine, un fils aimant (2025).

## Œuvres

### Romans
- 2020 : Rosine : une criminelle ordinaire, Éditions du Caïman, coll. « Polars » (ISBN 978-2-919066-86-5)
- 2022 : Tant qu’il y a de l’amour, Éditions du Caïman, coll. « Polars »
- 2025 : Antoine, un fils aimant, Éditions Belfond

### Témoignage
Témoignage de Priscille Deborah en collaboration avec Sandrine Cohen
- 2021 : Une vie à inventer : l'incroyable leçon de vie de la première Française bionique, Albin Michel  (ISBN 978-2-226-45244-3)

### Nouvelles
- 2021 : Sans mobile apparent dans Il est N de Jérémy Bouquin
- Le Silence
- La Veuve noire de l'Isère
- Un jour je suis devenue la reine du monde

## Filmographie

### Réalisatrice

#### Télévision
- 2013 : Le Goût du partage, France 3
- 2021-2022 : Ici tout commence, TF1 (épisodes 11 à 29) (En coréalisation)
- 2022 : collection Meutres à... : Meurtres dans le Cantal
- 2022 : Plus belle la vie, France 3 (En coréalisation)
- 2024 : Plus belle la vie
- 2024 : collection Meurtres à... : Meurtres à...#Chartres

#### Courts métrages
- 2007 : Anna (En coréalisation)
- Lucie cherche son prince charmant (série)
- 2011 : Le Plus Beau Jour de sa vie (En coréalisation)
- La Rencontre, série de films courts
- 2013 : L'Actrice empruntée (En coréalisation)

#### Documentaires
- 2011 : Le Mystère Manuela Cano, 13e rue
- 2011 : Meurtre devant un club échangiste ou l'affaire Diguelman, 13e rue (En coréalisation)
- 2012 : Des médecins formidables ou le patient est une personne, Arte
- 2012 : Une grand-mère assassinée, 13e rue
- 2024 : Les Reclus, une famille sous emprise, Canal+ (série)

### Scénariste

#### Télévision
- 2022 : Cassandre, série sur France 3, épisode 2 saison 6 Les Régates
- 2013 : Le Goût du partage, France 3

#### Documentaires
- 2011 : Le Mystère de Manuela Cano, 13e rue
- 2011 : Meurtre devant un club échangiste, 13e rue
- 2011 : Des médecins formidables, Arte
- 2012 : Une grand-mère assassinée, 13e rue
- 2024 : Les Reclus, une famille sous emprise, Canal+ (série)

### Actrice

#### Cinéma

##### Longs métrages
- 1998 : Comme un poisson hors de l'eau d'Hervé Hadmar
- 2001 : Dossier O de Raphaël Audaire
- 2002 : Laisse mes mains sur tes hanches de Chantal Lauby
- 2002 : Nos fiançailles d'Alexis Ho Ang
- 2004 : Le Rôle de sa vie de François Favrat
- 2011 : Le Piège afghan de Miguel Courtois

#### Courts-métrages
- 2001 : Up and down d'Hervé Tostivint
- 2001 : Un monde cruel de Jean-Paul Husson
- 2002 : Lulu de Philippe Combenègre
- 2003 : La Clé de Charlotte Logeais
- 2005 : Fais pas ci ! de Catherine Vrignaud Cohen
- 2007 : Anna de Catherine Vrignaud Cohen
- 2007 : Rencontres à Elisabethtown d'Irvin Kershner
- 2011 : Le Plus Beau Jour de sa vie de Catherine Vrignaud Cohen
- 2013 : L’Actrice empruntée de Catherine Vrignaud Cohen

#### Théâtre
- 1999 : Un chien au paradis de Thierry Brout
- 1999 : Les Liaisons dangereuses (de Laclos) – Fanny Vallon
- 2000 : Absence/présence (de Philippe Combenègre) – Philippe Declermont
- 2002 : Fool for love (de Sam Shepard) – Catherine Vrignaud Cohen
- 2003 : Étoiles rouges (de David Edgar) – Virginie Haudricourt
- 2005 : Comment devenir riche ? (de Philippe Combenègre) – Caroline Meer
- 2005 : Attention ! Attentions ? de Guillaume Clayssen
- 2005 : Le Cabaret européen (de Miguel de Sevilla) – Marie Steen
- 2007 : Haro sur les gueux (de Bruno Dalimier) – Jean Pierre Dumas
- 2012 : Toujours ensemble (d’Anca Visdéi) – Catherine Vrignaud Cohen

## Distinctions
- Coup de cœur Blues & Polar /Comtes de Provence 2021 pour Rosine une criminelle ordinaire[14]
- Grand prix de littérature policière 2021 pour Rosine : une criminelle ordinaire[15]
- Prix Dora-Suarez 2021 du premier roman pour Rosine : une criminelle ordinaire[16]